# Hrvoje Slavica
Hrvoje Slavica (Šibenik, 27. travnja 1981.), je hrvatski nogometni vratar. Trenutačno igra za HNK Šibenik. Do sada je uz Šibenik nastupao i za vinkovačku Cibaliju. 